# Plan B (film, 2010)
Cet article concerne le film de Marco Berger. Pour le film de Greg Yaitanes, voir Plan B.
Pour les articles homonymes, voir Plan B (homonymie).
Pour plus de détails, voir Fiche technique et Distribution.
Plan B est un film argentin réalisé par Marco Berger et sorti en 2009. 

## Synopsis
Bruno se fait quitter par sa compagne, qui lui préfère Pablo. En apparence indifférent, Bruno met au point un plan pour la reconquérir. Il se rapproche de Pablo dans le but de semer le trouble dans le nouveau couple. Mais la possibilité d'une nouvelle stratégie, un « plan B », émerge peu à peu, et il en vient à remettre sa propre sexualité en question car il tombe amoureux de Pablo.

## Fiche technique
- Titre français : Plan B
- Titre original : Plan B
- Réalisation : Marco Berger
- Musique : Pedro Irusta
- Scénario : Marco Berger
- Directeur de la photographie : Tomas Perez Silva
- Montage : Marco Berger
- Décors :
- Costumes :
- Producteur : Martín Cuinat
- Sociétés de production : Oh My Gomez! Films, Brainjaus Producciones, Rendez-vous Pictures
- Sociétés de distribution : PRO-FUN media Filmverleih (Allemagne, tous supports), Happiness Distribution (sortie cinéma en France), Homescreen (sortie DVD aux Pays-Bas).
- Pays d'origine :  Argentine
- Dates de sortie : 
  - Argentine : 27 mars 2009[1],
  - France : 28 juillet 2010
- Genre : Comédie dramatique
- Durée : 103 min.

## Distribution
- Manuel Vignau : Bruno
- Lucas Ferraro : Pablo
- Mercedes Quinteros : Laura
- Ana Lucia Antony : Ana
- Carolina Stegmayer : Verónica
- Antonia De Michelis : la mère de Victor
- Ariel Nuñez Di Croce : Javier
- Damián Canduci : Victor
- Khaled El Nabawy : Adel Abdelaziz